# Arturs Kruminsch
Arturs Kruminsch (lettisch Artūrs Krūmiņš; * 27. Oktober 1988 in Riga, Lettische SSR) ist ein deutsch-lettischer Eishockeyspieler, der seit Dezember 2024 bei den Hannover Scorpions aus der drittklassigen Eishockey-Oberliga unter Vertrag steht und dort auf der Position des Centers spielt. Zuvor war Kruminsch bereits für die Moskitos Essen, Dresdner Eislöwen, Lausitzer Füchse, Bietigheim Steelers, Landshut Cannibals, Ravensburg Towerstars und VER Selb in der zweithöchsten deutschen Spielklasse aktiv. Darüber hinaus absolvierte er 41 Partien für die Krefeld Pinguine in der Deutschen Eishockey Liga (DEL).

## Karriere
Kruminsch begann seine Karriere beim Kölner EC, für den er in der Saison 2003/04 in der Deutschen Nachwuchsliga (DNL) aufs Eis ging. Anschließend wechselte er in den Nachwuchs der Adler Mannheim, wo er mit den Jungadlern in der DNL spielte. In der Saison 2005/06 wechselte der Mittelstürmer zu den Moskitos Essen, wo er zunächst hauptsächlich in der Juniorenmannschaft zum Einsatz kam. In den beiden folgenden Jahren gehörte er zum Profikader der Moskitos in der 2. Bundesliga.
Nach der Insolvenz der Moskitos wechselte Kruminsch zu den Eisbären Berlin und spielte mit einer Förderlizenz bei den Eisbären Juniors Berlin in der drittklassigen Oberliga und beim Zweitligisten Dresdner Eislöwen. Von 2009 bis 2011 stand der Mittelstürmer bei den Lausitzer Füchsen unter Vertrag, ehe er sich im Sommer 2011 den Bietigheim Steelers anschloss, mit denen er den DEB-Pokal gewann. Bereits nach einem Jahr wechselte er zum amtierenden Zweitligameister, den Landshut Cannibals. Im Sommer 2013 absolvierte er das Sommertraining bei den Dresdner Eislöwen aus der DEL2 und erhielt im September einen Vertrag über ein Jahr Laufzeit. Bei den Eislöwen entwickelte er sich in den folgenden Jahren zu einem Führungsspieler und gehörte meist zu den besten Scorern des Teams. Nach der Saison 2016/17 verließ der Deutsch-Lette die Eislöwen und entschied sich für ein Engagement bei den Ravensburg Towerstars.
Vor der Saison 2018/19 wurde Kruminsch von den Krefeld Pinguinen aus der Deutschen Eishockey Liga (DEL) verpflichtet, erkrankte jedoch an Lymphdrüsenkrebs und verpasste die gesamte Spielzeit. Im August 2019 kehrte er auf das Eis zurück und absolvierte im Saisonverlauf 41 DEL-Partien für die Pinguine. Nach der Saison 2019/20 erhielt er keinen neuen Vertrag in Krefeld und fand erst im Dezember 2020 in seinem Ex-Klub EV Landshut einen neuen Arbeitgeber. Für den EVL kam er in 31 DEL2-Partien zum Einsatz, verließ den Klub anschließend und wurde erneut von den Dresdner Eislöwen verpflichtet. Im Juli 2022 wechselte er erneut innerhalb der DEL2 zum VER Selb. Dort gehörte er in den folgenden beiden Spielzeiten mit mindestens 35 Scorerpunkten zu den besten Punktesammlern des Teams, das in beiden Jahren in der Relegation erfolgreich den Klassenverbleib feierte. Dennoch musste der Deutsch-Lette den Verein nach dem Spieljahr 2023/24 verlassen. Er blieb daraufhin bis Mitte Dezember 2024 vereinslos, ehe er von den Hannover Scorpions aus der Oberliga verpflichtet wurde.

### International
Mit der deutschen U20-Nationalmannschaft nahm Kruminsch an der U20-Junioren-Weltmeisterschaft der Division I 2008 teil, bei der ihm mit seinem Team der Aufstieg in die Top-Division gelang. Als zweitbester Torschütze – gemeinsam mit seinem Landsmann Patrick Hager und dem Österreicher Michael Raffl – hinter Landsmann Frank Mauer trug er maßgeblich dazu bei. Insgesamt sammelte der Stürmer in fünf Turnierspielen zehn Scorerpunkte, darunter fünf Tore.

## Erfolge und Auszeichnungen
- 2005 DNL-Meister mit den Jungadler Mannheim
- 2008 Aufstieg in die Top-Division bei der U20-Junioren-Weltmeisterschaft der Division I, Gruppe A
- 2012 DEB-Pokal-Gewinn mit den Bietigheim Steelers

## Karrierestatistik
Stand: Ende der Saison 2023/24

### International
Vertrat Deutschland bei:
- U20-Junioren-Weltmeisterschaft der Division I 2008

(Legende zur Spielerstatistik: Sp oder GP = absolvierte Spiele; T oder G = erzielte Tore; V oder A = erzielte Assists; Pkt oder Pts = erzielte Scorerpunkte; SM oder PIM = erhaltene Strafminuten; +/− = Plus/Minus-Bilanz; PP = erzielte Überzahltore; SH = erzielte Unterzahltore; GW = erzielte Siegtore; 1 Play-downs/Relegation; Kursiv: Statistik nicht vollständig)